# Epigeneium tricallosum
Epigeneium tricallosum là một loài thực vật có hoa trong họ Lan. Loài này được (Ames & C.Schweinf.) J.J.Wood mô tả khoa học đầu tiên năm 1990.